# Jimmy Skinner
James Donald "Jimmy" Skinner (ur. 12 stycznia 1917, zm. 11 lipca 2007) – kanadyjski trener hokeja, debiutował w latach 1954–1958 jako trener klubu ligi NHL Detroit Red Wings, który pod jego wodzą zdobył w 1955  Puchar Stanleya.  W czasie jego współpracy z klubem, zespół wygrał 123 mecze, 46 zremisował i odniósł 78 porażek. Zmarł w wieku 90 lat.